# المحاوير (حزم العدين)

تعديل مصدري - تعديل

المحاوير محلة تابعة لقرية المقبيب، التابعة لعزلة الاسلوم بمديرية حزم العدين إحدى مديريات محافظة إب في الجمهورية اليمنية، بلغ تعداد سكانها 32 حسب تعداد اليمن لعام 2004.